# Le Salut
Pour plus de détails, voir Fiche technique et Distribution.
Le Salut (Levity) est un film franco-américain réalisé en 2003 par Ed Solomon. Ce film, présenté au Festival du film de Deauville le 9 septembre 2003, est sorti directement en vidéo en France le 4 mai 2004.

## Synopsis
Manuel Jordan est en liberté conditionnelle après avoir été condamné pour meurtre. Reprenant le chemin de la liberté malgré lui, il revient dans la ville où il a tué et suit la sœur du jeune caissier qu'il a tué. Petit à petit, il fait sa connaissance. Et va tenter par tous les moyens de chercher une rédemption auprès d'elle, sans révéler sa véritable identité.

## Fiche technique
- Titre francophone canadien : Le Salut
- Titre original : Levity
- Réalisation : Ed Solomon
- Scénario : Ed Solomon
- Photographie : Roger Deakins
- Musique : Mark Everett
- Montage : Pietro Scalia
- Producteur : Ed Solomon
- Société de production : Studiocanal
- Pays :  États-Unis
- Genre : drame
- Durée : 100 minutes

## Distribution
- Billy Bob Thornton (VQ : Éric Gaudry) : Manuel Jordan
- Holly Hunter (VQ : Lisette Dufour) : Adele Easley
- Kirsten Dunst (VF : Marie-Eugénie Maréchal ; VQ : Aline Pinsonneault) : Sofia Mellinger
- Morgan Freeman (VQ : Raymond Bouchard) : Miles Evans
- Danny Blanco (VF : Constantin Pappas) : l'agent Pross
- Geoffrey Wigdor : Abner Easley

Source et légende : Version québécoise (VQ) sur Doublage QC